# Hannes Dreyer
Hannes Dreyer (né le 13 janvier 1985) est un athlète sud-africain, spécialiste du sprint.

## Performances
Ses meilleurs temps sont :
- 100 mètres : 10 s 24 à Addis-Abeba en mai 2008
- 200 mètres : 20 s 71 à Pretoria en mars 2008.
- 4 x 100 m : 38 s 75